# Kozia Wólka
Kozia Wólka (inaczej Wólka Kozia, dawniej Kosse Wolle, niem. Klein Bestendorf) – osada w Polsce położona w województwie warmińsko-mazurskim, w powiecie ostródzkim, w gminie Małdyty. Osada leży w historycznym regionie Prus Górnych.

## Położenie
Dokładne położenie Koziej Wólki to zachodnia część województwa warmińsko-mazurskiego — leży 26 km na północ od Ostródy i 45 km na zachód od Olsztyna.

## Historia

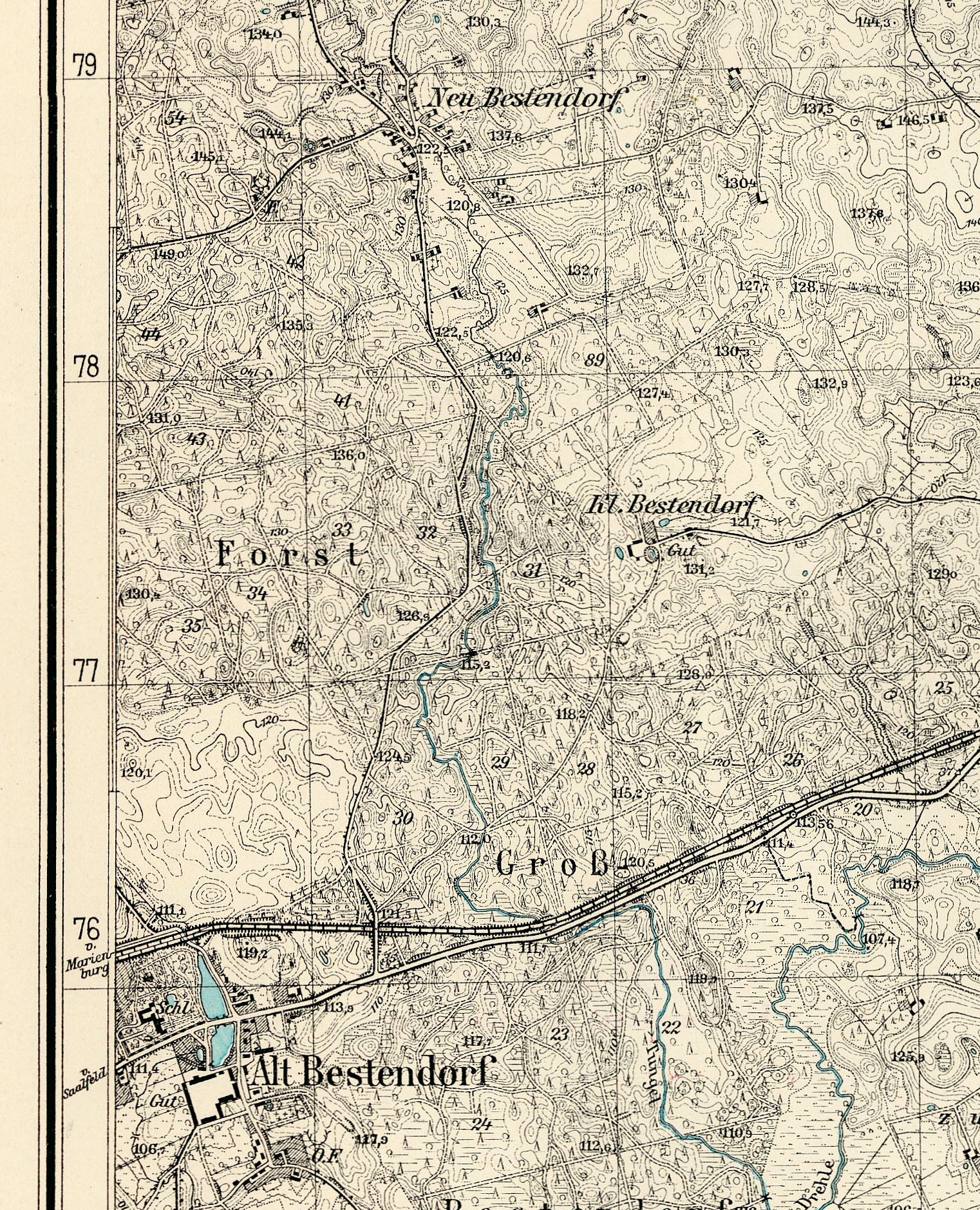
Kl. Bestendorf (Kozia Wólka) na mapie Kreis Mohrungen z 1930

Wzmiankowana w dokumentach z XVIII jako folwark szlachecki na 6 włókach. Nazwa Kozia Wólka świadczy według Gustawa Leyding-Mieleckiego o osadnictwie polskim.
W roku 1782 we wsi odnotowano trzy domy. W 1785 osada była folwarkiem szlacheckim z 3 dymami (domami) i należała do parafii w Wilamowie i urzędu głównego (niem. Haupt-Amt) w Przezmarku (niem. Preußisch Mark).
Na początku XIX wieku właścicielem osady był Kalina z Koziej Wólki. W 1820 w osadzie były 3 dymy i 19 mieszkańców.
W 1858 w trzech gospodarstwach domowych było 23 mieszkańców.
W 1885 na trzy gospodarstwa domowe przypadało 18 mieszkańców.
W 1910 w Koziej Wólce było 19 mieszkańców.
Zarówno przed II wojną światową, jak i po niej, dzieci z Koziej Wólki uczęszczały do szkoły podstawowej w Dobrocinie.
Do roku 1975 jako osada Kozia Wólka należała do powiatu morąskiego, gmina Małdyty, poczta Dobrocin.
W latach 1975–1998 osada administracyjnie należała do województwa olsztyńskiego.

## Przyroda
Wieś otoczona jest Lasami Dobrocińskimi.